# Ladislav Lahoda
Ladislav Lahoda (* 27. května 1949 Brno-Královo Pole) je český zápasník a filmový kaskadér.
Jako mladý se věnoval boxu, judu a především zápasil ve volném stylu, ve kterém také reprezentoval Československo. Od roku 1970 pak pracoval jako kaskadér v barrandovských filmových ateliérech a po sametové revoluci pro kaskadérský tým Filmka Stunt Team svého kamaráda Jaroslava Tomsy, který od něj v roce 2000 převzal. 